# Syrphoctonus pictus
Syrphoctonus pictus là một loài tò vò trong họ Ichneumonidae.